# Каприльо
Капрѝльо (на италиански: Capriglio; на пиемонтски: Cravij, Кравий) е село и община в Северна Италия, провинция Асти, регион Пиемонт. Разположено е на 231 m надморска височина. Населението на общината е 281 души (към 2013 г.).